# 帶紋赤蛇
帶紋赤蛇（学名：Sinomicrurus sauteri 英文名：Taiwan coral snake或 Formosa coral snake），又名台灣麗紋蛇、台灣華珊瑚蛇、梭德氏華珊瑚蛇、梭德氏帶紋赤蛇、羽鳥氏華珊瑚蛇、羽鳥氏帶紋赤蛇，是一种小型毒蛇，為神經性毒素，属于蝙蝠蛇科華珊瑚蛇屬。其种加词“sauteri以採集此蛇種的模式標本的在台湾的德國昆蟲學家漢斯·梭德（Hans Sauter）的名字命名。

## 分類
羽鳥氏帶紋赤蛇（Sinomicrurus hatori）由日本学者高橋精于1930年描述发表，种加词取自其同伴羽鳥重郎的姓氏。2021年，研究人员结合分子遗传变异、形态测量和比较解剖学资料进行分析，认为羽鳥氏帶紋赤蛇实际是本種（S. sauteri）的次定同物异名。

## 形態特徵

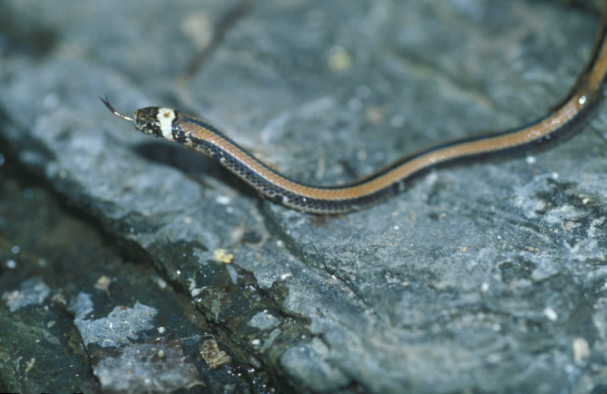
攝於台灣

頭部呈微三角形，有一白色之橫帶，體背為紅褐色，並有三條黑色縱帶自頸部延伸至尾部， 腹面白色，有黑色橫斑，背鱗為13縱列。

## 棲地
為台灣特有種，僅分布於臺灣本島平地至2000公尺左右的中低海拔山區。主要棲息於山區的森林底層、岩石縫隙與腐植堆中，生性隱蔽且動作緩慢。

## 習性
屬於攻擊性較弱的神經性毒蛇，以盲蛇等小型蛇類及蜥蜴為主要食物。雖然以夜行性為主，但亦有少數在白天於遮蔭度較高的環境活動的紀錄，並與台灣其他同屬蛇類一樣，具有明顯的避光特性。其生態習性與環紋赤蛇相近，但族群數量更為稀少。

## 保护
本种于2023年被收录入《有重要生态、科学、社会价值的陆生野生动物名录》。